# Lomatia tysiphone
Lomatia tysiphone is een vliegensoort uit de familie van de wolzwevers (Bombyliidae). De wetenschappelijke naam van de soort is voor het eerst geldig gepubliceerd in 1860 door Loew in Schiner.